# Икса (Свердловская область)
Икса (Иксина, Иксинская) — деревня в Таборинском районе Свердловской области России. 

## Географическое положение
Расположена на правом берегу одноимённой реки в 15 км к северо-востоку от д. Кузнецово, в 24 км к востоку от села Таборы и в 320 км к северо-востоку от Екатеринбурга. 

## История
В 1850 году в Таборинской волости Туринского округа Тобольской губернии. 
Согласно переписным листам переписи населения Российской империи 1897 года, жители деревни носили следующие фамилии: Иванов, Воронов, Самозванов, Сергеев, Шуклин, Тренин, Оверин, Екимов, Кузьмин, Кобяшев, Лебедев, Ильин, Храмцов, Васильев, Шамотайлов, Комисаров, Фирулёв, Зуев, Куренев, Байбаков, Меньщиков, Васев, Фесько, Бабинов, Черепков, Коченгин, Мягков, Чайка, Пономарёв, Куловин, Кирилесов, Кужельный.
С 1 января 2006 года является административным центром муниципального образования Кузнецовское сельское поселение. 

## Климат
Климат континентальный с холодной зимой и тёплым летом.

## Список улиц
- 1-й пер.
- 2-й пер.
- Мира ул.
- Молодёжная ул.
- Набережная ул.
- Средний 2-й пер.
- Средний пер.
- Центральная ул.